# Groupes ethniques en France
La notion de groupes ethniques en France n'a, en droit français, pas d'existence juridique.
Sa pertinence scientifique, historique, anthropologique, sociale ou politique est souvent contestée en tant que concept opératoire et l'état civil français ne mentionne aucune caractéristique ethnique. Cependant, son utilité en tant que notion (à usage empirique, donc) est reconnue officiellement de fait à usage d'intérêt public puisqu'une mention ethnique est désormais autorisée pour les personnes qui résident sur le territoire de la Nouvelle-Calédonie depuis 2009.
Cependant, si le recensement de la population, obligatoire, ne permet pas le recueil d'information sur la religion ou l'origine ethnique, une enquête non obligatoire peut le faire, ce qui atteste, dans les faits, de son utilité à titre de descripteur d'une affiliation, notamment revendiquée subjectivement. Il est permis de poser des questions « sensibles », y compris dans une enquête de la statistique publique, sous condition de la pertinence des questions, du maintien de l'anonymat des réponses et d'une autorisation écrite des personnes interrogées. L’enquête « Trajectoires et origines » (TeO), par exemple, réalisée conjointement par l'INED et l'Insee en 2008 a permis de récolter non seulement des informations sur les pays d’origine et les langues parlées, mais aussi « sur les appartenances ethniques déclarées ainsi que sur les principales qualités perceptibles qui peuvent servir de support aux discriminations dans notre société : couleur de la peau, coiffure, tenue vestimentaire, accent et autres signes corrélés de façon visible ou hypothétique à une appartenance religieuse ou ethnique (pratiques alimentaires, respect d’un calendrier festif non chrétien, pratiques funéraires, etc.) »,,.
La population française s'élevait en 2010 à 64 668 885 habitants dont 62 799 180 en métropole d'après l'Insee.

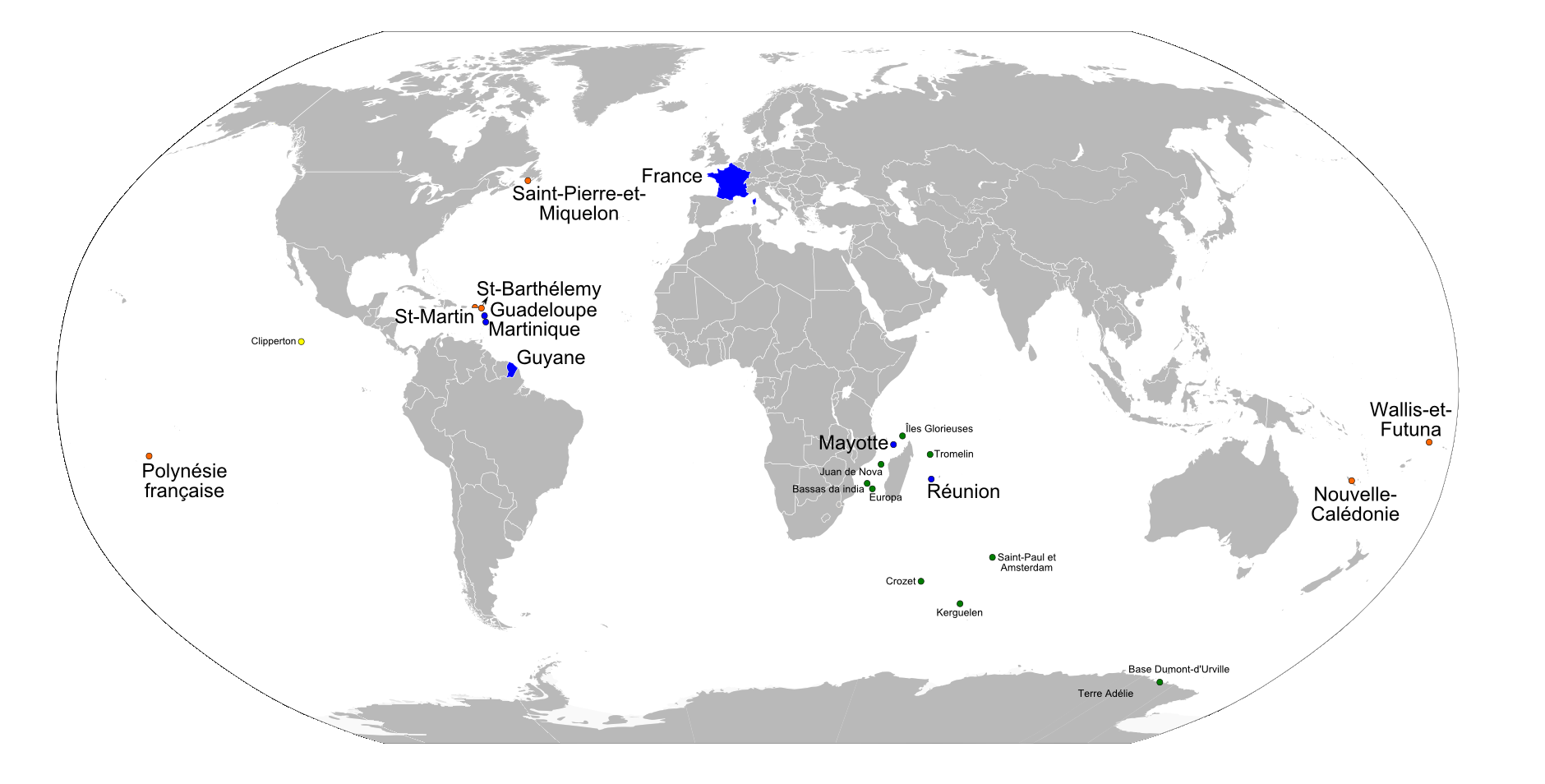
La France métropolitaine et d'outre-mer en 2007.

Selon des analyses, plutôt anglophones, on pourrait distinguer les citoyens français selon leur « origine ethnique » ou « raciale ». Ces origines sont très diverses, constituées par exemple des Alsaciens, Basques, Bretons, Catalans, Corses, Normands, Occitans, Flamands, Foréziens, Kanaks, Polynésiens, Latino-Américain, Arabes, Amérindiens, Noirs, Kali'nas, Wayanas, Wayãpi et Palikur.

## Discussions autour de la notion de groupe ethnique
La notion d'ethnie est difficile à cerner dans la mesure où les spécialistes en donnent plusieurs définitions possibles et ne s'accordent pas sur le ou les choix à privilégier.

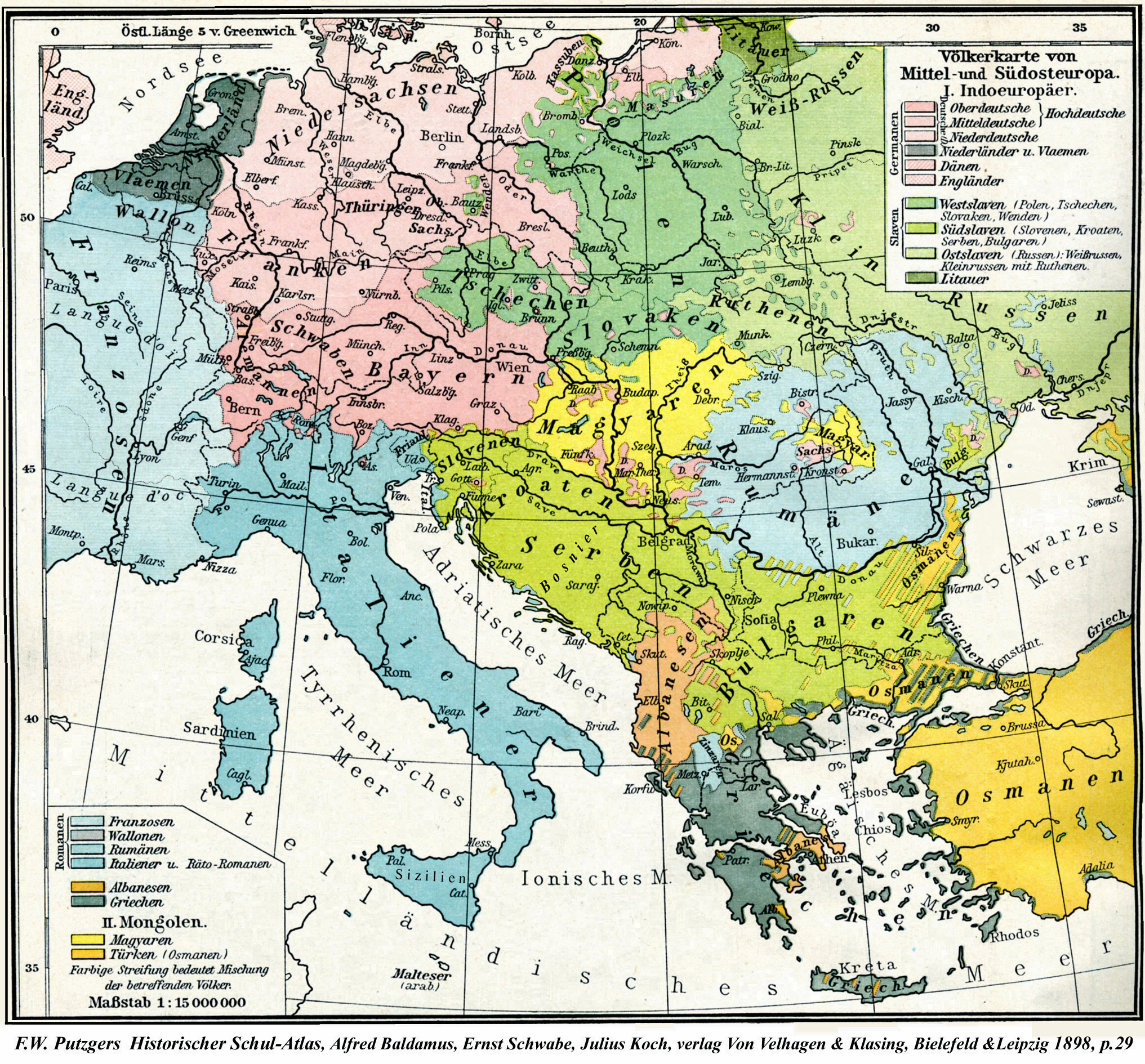
Carte du XIXe siècle des peuples européens : l'Europe centrale en 1898.

Selon Jean-William Lapierre, un détracteur du système juridique français, « l'idéologie jacobine de notre république, au nom du dogme de l'État-nation, a toujours nié la diversité de la population française. Une conséquence, dans un pays où la recherche en science sociale dépend principalement d'un financement public, est que l'étude des relations inter-ethniques n'y a jamais eu une place importante ». Malgré cela, il existe de nombreux testings ou tests de situation, et des enquêtes sur la population générale ou centrées sur telle ou telle communauté sociale, linguistique, cultuelle ou autre.
L'ethnologie est une branche de l'anthropologie qui étudie les us et coutumes, les symboles (dont la langue et les croyances) et les artefacts (et leur production) d'une population définie par ceux-ci, décrits (et éventuellement collectés) par l'ethnographie. Elle se distingue de la sociologie qui, elle, étudie une société dans son ensemble, définie par le travail, la famille, l'éducation, les modes de communication, les rapports hommes/femmes, les cultures et ses rapports au territoire, et dans le cadre de laquelle coutumes, symboles et artefacts sont des aspects du travail et/ou de la culture.
En France l'ethnologie prend son essor dans le cadre du colonialisme des années 1870-1910, et évolue dans ce contexte politique. En Amérique du Nord, en Europe centrale et orientale, dans des contextes politiques différents, c'est depuis fort longtemps la compréhension des relations interculturelles dans des états aux populations d'origines et de langues différentes (États-Unis, Canada, Autriche-Hongrie, Empire russe, Empire ottoman par exemple) qui motive le foisonnement d'une littérature anthropologique, surtout anglo-saxonne et allemande. Apparaissent alors les termes de groupe ethnique et d'ethnicité désignant un groupe humain par des facteurs linguistiques, historiques et éventuellement religieux. Appliquant la notion d'ethnicité à la France, certains ethnologues comme David Levinson par exemple, affirment que « le groupe ethnique français constitue environ 85 % de la population » et qu'on y trouve « plus de 100 groupes ethniques de toutes les régions du monde »,.
Toutefois, des ethnologues comme Claude Lévi-Strauss (dans ses cours et articles) mettent en garde contre la confusion, dans la notion anglo-saxonne de groupe ethnique, de deux réalités qui ne se recoupent pas forcément : d'une part, l'origine géographique et historique (que l'on peut désigner par des noms tel que Français, Anglais, Belges ou Auvergnats) et d'autre part, l'appartenance linguistique (que l'on doit désigner par le suffixe -phone comme dans anglophones ou francophones). Selon lui, la notion anglo-saxonne de groupe ethnique soulève d'emblée le problème de sa subjectivité, d'une part parce que les paramètres linguistiques, religieux et culturels ne cessent d'évoluer, d'autre part parce qu'ils ne se recoupent pas souvent : par exemple, la plupart des habitants de l'Irlande se définissent comme Irlandais, mais parlent anglais ; ils sont tous officiellement chrétiens mais, selon qu'ils appartiennent à une communauté historiquement catholique ou bien protestante, ils ont des sympathies politiques différentes qui ont mené à des guerres civiles et à une partition de l'île (cas semblable à ceux de l'ancienne Yougoslavie, de Chypre, du Liban…) ; les sociologues, eux, expliquent cela plutôt par les clivages sociaux et l'inégalité, les différences ethniques n'étant qu'un symbole identitaire. C'est pourquoi il y a tant de définitions différentes d'un groupe ethnique.
Selon Taylor, « tandis qu'en Allemagne, dans les pays slaves et dans l'Europe du Nord, les dérivés d'ethnos mettent l'accent sur le sentiment d'appartenance à une collectivité, en France le critère déterminant de l'ethnie est la communauté linguistique ».
Des critères concurrents peuvent être utilisés pour définir des groupes. Les plus utilisés en Europe[réf. nécessaire] font partie de l'anthropologie socio-culturelle dont les vraisemblances culturelles et linguistiques, l'auto-définition, la perspective historique…. On trouve aussi l'anthropologie biologique, ou l'analyse génétique des populations.

### Notion de «minorité visible»
Une minorité visible est une minorité nationale dont les membres sont facilement reconnaissables au regard du groupe majoritaire.
Par opposition, on qualifie de minorité invisible les groupes minoritaires dont les membres ne sont pas physiquement reconnaissables, même entre eux. Dans un pays européen, les asiatiques peuvent être considérés comme une minorité « visible », alors que les homosexuels sont une minorité « invisible ».
Le concept de minorité, utilisé en France depuis quelques années, désigne selon l'INED les immigrés non européens, les personnes nées dans les départements d’Outre-Mer (DOM) et les personnes qui en sont les fils ou les filles. La presse qualifie de « minorités visibles » : « les noirs, arabo-berbères, métis, asiatiques, indo-pakistanais ».
Ce concept est apparu à la suite des protestations de personnes issues des minorités, dénonçant un manque de personnes d'origine « non européenne » dans certains secteurs de la société française (média, publicité, représentation politique, etc.) malgré les changements intervenus ces dernières décennies dans la composition de la population française. En effet, une étude réalisée en 2004 par Yazid Sabeg et Laurence Maillart-Méhaignerie situait les minorités visibles à 8-9 millions d'individus (5 à 6 millions de Maghrébins, 2 millions de Noirs et 1 million de personnes originaires du monde asiatique) soit près de 15 % de la population métropolitaine,.
La France entretient une relation particulière avec ses minorités linguistiques, culturelles ou confessionnelles, car l'universalisme républicain affirmé dans sa Constitution consacre le principe de l'égalité devant la loi de tous les citoyens quelles que soient leurs origines ou appartenances, qui selon ce principe et celui de laïcité, appartiennent exclusivement à la sphère privée. Comme l'observe le linguiste Jacques Leclerc, la politique française accorde une primauté à l'État et considère que les expressions culturelles minoritaires peuvent souvent s'apparenter à un communautarisme.
En 2007, selon l'Insee, 13,5 % des jeunes de moins de 18 ans  en métropole avaient au moins un parent immigré non européen. En Île-de-France, si on tient compte de la répartition par classe d'âge, ces populations représentent un tiers des jeunes de moins de 24 ans en 1999. En 2010, près d'un quart (23,9 %) des nouveau-nés en métropole et 40% en région parisienne avaient au moins un parent immigré non Européen. Ces chiffres n'incluent pas les personnes dont les parents sont issus des DOM-TOM ni les petits-enfants d'immigrés par définition français de naissance. Selon l'Insee, près de 30 % des nouveau-nés entre 2006 et 2008 ont au moins un grand-parent d'origine non-européenne (soit 16 % au moins un grand-parent originaire du Maghreb et 12 %  au moins un grand-parent originaire d'une autre région du monde).
Pour certains[Qui ?], ce concept est de type racialiste et serait une façon officieuse de désigner les Français qui auraient des caractéristiques physiques - arbitraires car non spécifiées - distinctives de celles, jugées significatives, des Français d'origine européenne.
Pour d'autres[Qui ?], ces mesures seraient démagogiques et pourraient induire a contrario une discrimination envers les Européens. Les opposants[Qui ?] répondent qu'il semble excessif de parler de démagogie s'agissant de mesures qui permettent à des personnes qui en étaient traditionnellement exclues d'accéder à des rôles publics symboliquement importants. Pour eux, la loi française sur la parité est du même ordre : il s'agit de promouvoir la présence publique de personnes qui sont sous-représentées, du fait de discrimination.
D'autres encore, à l'instar du sociologue Tarik Yildiz, font remarquer que les minorités visibles ne sont pas les mêmes partout et qu'il y a des endroits en France où les autochtones « Blancs » constitue localement une minorité visible
.

## En France métropolitaine
La France métropolitaine comptait une population totale de 61 875 822 habitants en 2008. Selon l'Insee, la France comptait cette même année, 5,3 millions d’immigrés et 6,5 millions de descendants directs d'immigrés (seconde génération) soit un total de 11,8 millions représentant 19 % de la population (dont un peu plus de 5 millions d'origine européenne, environ 4 millions d'origine maghrébine, 1 million d'Afrique sub-saharienne, 400 000 d'origine turque, 700 000 originaires d'autres pays d'Asie et 700 000 originaires du reste du monde),,.
D'autre part, 40 % des nouveau-nés en France entre 2006 et 2008 ont au moins un grand-parent né étranger à l’étranger (dont 11 % au moins un grand-parent né dans l'Union européenne, 16 % au moins un grand-parent né au Maghreb et le reste au moins un grand-parent né dans une autre région du monde). Parmi eux, 15 % ont quatre grands-parents nés étrangers à l’étranger (soit 6 % du total des naissances), 3 % en ont trois, 14 % en ont deux et 8 % ont un seul grand-parent né étranger à l’étranger. Pour 75 % des naissances ayant un parent immigré ou descendant d’immigré originaire de l'Union européenne, l’autre parent n’est ni immigré, ni descendant d’immigré ; cette proportion est de 45 % si un parent au moins est originaire d'un pays hors Union européenne.

Les groupes linguistiques en France.

### Exemples d'approches françaises

#### À partir de la Révolution française
Dès la Révolution française de 1789, les différentes régions françaises et leurs populations, sont vues comme autant de peuples différents (des nations), aux langues, us et coutumes diverses. Les historiens les évoquent comme des composantes du peuple français, sans pour autant échapper aux caricatures, certains déclarant ainsi, par exemple, que « les Normands ne seront jamais des Français », etc.
Avec la Révolution vont naître le principe de la souveraineté du peuple et le nationalisme. Diffuser la langue française est un enjeu politique mais les langues minoritaires ne sont parlées que par la moitié de la population. Malgré cela, plus de 70 ans après la Révolution, 80 % des habitants du Finistère, du Var, des Alpes-de-Haute-Provence, de la Corse et de bien d'autres régions ne parlent toujours pas le français.
Au milieu du XIXe siècle, la France se met à l'heure européenne du nationalisme romantique quant à la mise en valeur, et en scène, de folklores plus ou moins artificiels : la recherche des traditions orales est organisée par l’État qui demande aux préfets de s'y investir, les tenues folkloriques, les recettes culinaires, les langues font l'objet de recensements (avec des approximations qui présentent comme unifiées des langues parlées d'une même région) et, surtout après la guerre de 1870, à l'occasion de fêtes (nationale ou autre) sont organisés des défilés de personnes en tenues folkloriques et les manuels scolaires représentent les différentes régions de France par des personnages en costumes folkloriques. Les historiens de l'époque illustrent cette vision à la fois diversifiée et unifiée du « peuple français » par leurs textes : Augustin Thierry évoque (comme nombre de ses contemporains) la fusion progressive des différents peuples qui vivaient il y a « bien des siècles » et appelle les historiens à raconter la « véritable histoire de France » qui exalte son « héros » : « la nation tout entière; tous les aïeux [devant] y figurer tour à tour » ; Jules Michelet exalte le comportement révolutionnaire du peuple, et voit dans sa capacité à transformer les nationalités ([supposées] races) en une nation (française) unifiée une mission historique de libération de l'humanité, il développera (entre autres) l'idée d'une nation-personne, présentée sous la forme «  l'esprit, la tête = Paris  », «  les membres = les provinces ».
Des préoccupations (principalement de fidélité à la nation, fidélité guerrière, honnêteté financière, solidarité avec les Français, esprit de clan en s'accordant des privilèges d'emplois) à propos de présences de « groupes nationaux étrangers » sur le sol français datent du XIXe siècle, période où voit le jour la notion de nationalité. C'est dans les travaux des « folkloristes-ethnologues » principalement dirigée vers le monde rural que prend naissance l'ethnologie en France avec la réalisation des inventaires systématiques des cultures locales, sur les travaux d’érudits ou de voyageurs.

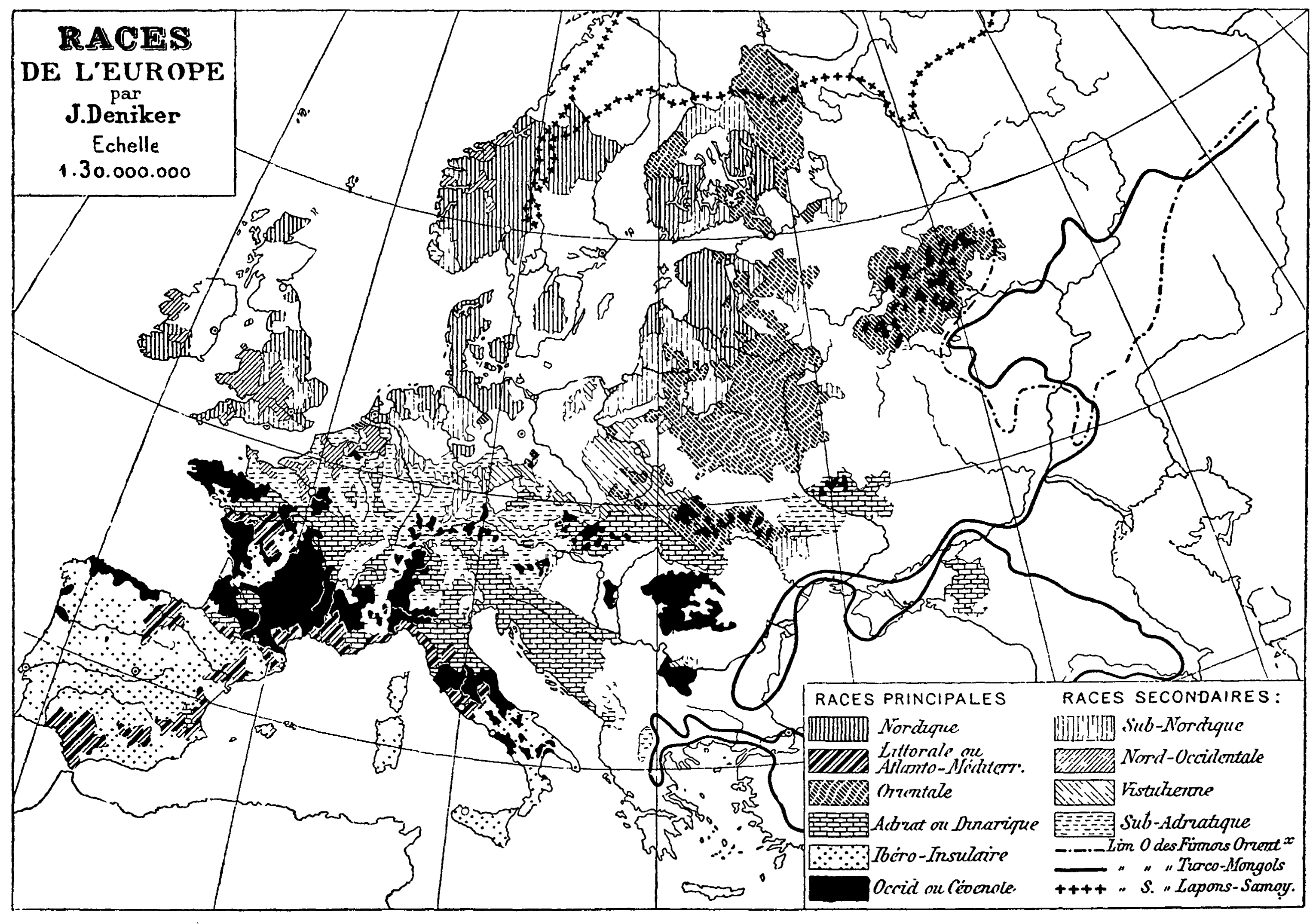
Carte des « Races de l'Europe », Joseph Deniker (1899).

En 1866, Louis Dussieux fait une énumération de la population française en termes de races :
1. race gallo-romaine (les Français du nord[réf. nécessaire]) ;
2. race celtique (les Bas-Bretons) ;
3. race ibérienne (les Basques, Gascons, Languedociens, Provençaux, Ligures, Corses, les Roussillonnais (Catalans)) ;
4. race germanique (les Alsaciens et Flamands) ;
5. race sémitique (les Juifs).

En accord avec nombre d'historiens, Eric Hobsbawm note que dans le dernier tiers de ce siècle, en Europe, « l'élément politico-idéologique est évident dans le processus de construction de la langue » qui peut aller jusqu'à « la création ou l'invention de nouvelles langues », « la politique de la langue devient un exercice de formation de la société » et que « l'importance symbolique des langues prévaut sur leur utilisation effective », et aussi que les différentes classes sociales se sentent différemment concernées par ce thème, les plus fervents activistes venant de la couche intermédiaire modeste socialement mais instruite, en bref la « petite bourgeoisie ». Il insiste sur l'utilisation des structures étatiques (école, administration, armée) par des pouvoirs nationaux des différents États d'Europe, parfois dès les années 1860, pour imposer une langue unique et standardisée (parfois quasiment inventée) à des populations aux parlers diversifiés, mais ne s'y opposant pas (malgré d'amers souvenirs d'enfance de certains intellectuels). La France mène une politique volontariste d'instruction publique du français à partir de la troisième république

### Rapport à l'immigration

#### Entre les deux guerres mondiales
À partir des années 1920, le terme d'ethnie remplace parfois celui de race pour parler des personnes de telle ou telle origine (française, polonaise, italienne, juive, noire, etc.).
Ainsi les immigrés, et leurs enfants, polonais, russes, italiens, tchèques, allemands, juifs d'Europe centrale, asiatiques, etc., sont-ils considérés par certains « experts » (parfois de l'École libre des sciences politiques ou de la Faculté de médecine de Paris) comme plus ou moins « assimilables », suivant des arguments parfois biologiques ou culturels. Ces personnes sont ainsi jaugées suivant leur « capacité de travail », leur « proximité culturelle » avec la culture française, leur regroupement dans certains points du territoire, et à chaque fois est soulevée la question de leur fidélité à la nation française en cas de guerre.
Toutes ces idées auraient favorisé l'établissement de la politique raciale du régime de Vichy (lois contre les Juifs et les étrangers).

#### Après la Seconde Guerre mondiale
Créés en 1945 par le gouvernement de la France libérée, l'INED et le Haut comité consultatif à la famille et à la population publient des études rédigées sous le régime de Vichy (Alexis Carrel était alors le directeur de la fondation chargée de ces études), en conformité avec les idées qui y régnaient et nées dans les années 1930, parlant de « patrimoine héréditaire de notre patrie » qui risque de changer, d'« anthropologie de la population française », de « groupes » ou « types ethniques » plus ou moins proches de la « race française », classant les caractères des individus suivant leur « origine » (noire, allemande, arabe, levantine, israélite, etc.), dissertant sur leurs capacités respectives à être assimilables, à « raisonner comme nous », tout en se déclarant « profondément humaniste » et en jugeant que la politique des quotas américaine est « teintée de racisme ». Y contribuent, entre autres, Robert Debré, Alfred Sauvy, Georges Marco, Louis Chevalier, André Siegfried.
Sous l'égide de l'INED, sont publiées des études sur l'assimilation de communautés russe, arménienne et polonaise, concluant que ces ethnies ne s'assimilent pas puisque la seconde génération entretient également un nationalisme communautaire, allant même jusqu'à assimiler en leur sein « les Françaises qui se sont mariées à des Russes », ou bien « les mariages mixtes sont rarement des mariages heureux » (à propos des Arméniens), ou encore les immigrants polonais posent des « problèmes nouveaux » car ils sont « très différents physiquement et ethniquement » de la population française. Les recommandations de ces experts à propos de choix d'ethnies ou de « seuil de tolérance » pour une politique sélectionnant les immigrants (publiées notamment dans « Étude de 4000 dossiers du Service social d'aide aux émigrants », en 1947, sous la direction de Robert Gessain) ne seront pas repris par le gouvernement.
Jusqu'au milieu des années 1950, les « experts » universitaires se disputent pour savoir lesquelles des populations immigrées sont les plus rentables (avec des études comparatives de productivités de différents groupes : « musulmans d'Algérie », Kabyles, Italiens, etc.), les plus facilement assimilées (avec une définition de l'assimilation publiée par le ministère de l'Intérieur en 1952). D'ailleurs une opposition se fait jour entre les experts mandatés par le ministère du Travail (soucieux de la productivité) et ceux par le ministère de la Population (soucieux de l'assimilation) quant aux immigrés (choix entre ethnies) dont il faut privilégier la venue en métropole. Dans la pratique, les choix échapperont progressivement à l'État du fait de l'indépendance croissante des entreprises vis-à-vis de la tutelle publique (ce qui fut un choix politique) : ce seront elles qui recruteront là où ça leur semblera le plus pratique, parfois des étrangers entrés « clandestinement » et régularisés a posteriori ou des Algériens (qui avaient alors la nationalité française).
Jusqu'aux années 1970, l'État se désengageant de polémiques publiques sur ce sujet, ces thèmes seront traités de manière feutrée soit dans les bureaux ministériels, soit dans des publications pour spécialistes et deviendront plus factuelles, moins intéressées par une perspective utilitariste. Un certain oubli des polémiques passées s'installe alors, et l'idée que l'« intégration à la française » est une réussite domine. Dans les années 1960, des auteurs comme Alfred Sauvy et Louis Chevalier réécriront l'histoire à leur manière, disant de leurs propres contributions ce qui pourra leur être flatteur, sans protestation venant du milieu universitaire.
Des études de cette époque portent sur des immigrés polonais et leurs descendants, sur des Italiens, Arméniens, Algériens et des réfugiés d'Europe de l'Est. Il semble que toutes montrent un même cheminement parmi les immigrés qui sont restés en France (environ 50 % s'y sont établis, ceci quelle que soit leur origine). Les « communautés » se sont dissoutes avec la succession des générations, les ascensions sociales ont suivi à peu près les mêmes étapes : parents ouvriers, parfois s'établissant à leur compte, les enfants entrent dans une entreprise souvent « communautaire » ou familiale, certains sont propulsés dans la vie sociale par leurs études, et la troisième génération suit une trajectoire professionnelle non communautaire ; souvent la seconde génération est à cheval sur ces deux dernières étapes. Ces données sont générales et valables statistiquement, et certaines observations rejoignent celles faites aux États-Unis sur la même période. Certaines « communautés » suivant cette trajectoire plus lentement que d'autres. Parmi les auteurs de ces enquêtes, on trouve, entre autres, Alexis Spire, Philippe Rygiel, Alain Girard, Jean Stoetzel, Geneviève Massard-Guilbaud, Ali Salah, Ahsène Zehraoui, Geneviève Bardakdjian, Serge Bonnet.

#### Études actuelles
En France, juridiquement, il n’y a pas de minorités nationales : depuis la Révolution française, il n'y a en France métropolitaine qu'un seul peuple et les statistiques ethniques n'y sont pas autorisées (sauf en Nouvelle-Calédonie). Dans l'état civil, l'origine ethnique, n'ayant pas de fondement juridique, n'est pas indiquée.
Toutefois, à l'initiative de l'Africagora, ainsi que de deux députés de l'UMP membres de la CNIL, un amendement au projet de loi sur l'immigration, adopté jeudi 13 septembre 2007 par la commission des lois de l'Assemblée nationale, propose d'autoriser les statistiques ethniques.
Aux yeux de certains, tel Michel Wieviorka, la tradition assimilationniste française « tourne le dos à l'avenir » car les solidarités ethniques ne seraient pas un repli communautaire mais « l'expression de l'individu moderne » et seraient appelées à s'affirmer. D'autres, tel Gérard Noiriel, estiment plutôt que l'ethnicisation du discours et l'affirmation de « l'échec du modèle français » sont construits depuis les années 1980 par un ensemble d'acteurs politico-médiatiques, essentiellement pour les besoins d'un discours « national-sécuritaire ».
Selon la germaniste Yvonne Bollmann : « Sous le couvert d’un objectif culturel, la protection de langues menacées, et en interaction avec des textes européens explicitement consacrés à ces « minorités », la Charte européenne des langues régionales ou minoritaires contribue à imposer la reconnaissance de groupes ethniques ».
Pour la sociologue Suzie Guth, la France est un « ensemble pluriethnique » dans lequel « pullulent » à la périphérie des minorités (Bretons, Flamands, Lorrains, Alsaciens, Savoyards, Corses, Catalans et Basques). Ces dernières sont dans un mouvement centrifuge mais aussi attirées par des ensembles culturels à l'étranger.
Ainsi, selon René Andrau, « le principe constitutionnel français d'égalité juridique de droits identiques pour tous les individus-citoyens est remis en question par des groupes de pression et des groupes de réflexion souhaitant une mutation vers le principe d'une équivalence de droits différentiels pour des groupes socio-culturels, considérés en tant que tels et prenant en compte leurs spécificités », principe appliqué à des degrés divers dans des pays comme la Belgique, le Canada ou le Liban.

### Exemple d'approche anglo-saxonne
Dans cette approche, David Levinson, anthropologue culturel, utilise diverses caractéristiques pour décrire différents groupes : ethniques, ethno-linguistiques, entités supranationales et infranationales, immigrants et même une génération issue de l'immigration.
Pour lui, le « groupe ethnique français constitue environ 85 % de la population » en 1998. Il décrit cinq autres groupes autochtones minoritaires représentant 10 % de la population française : les Alsaciens, les Bretons, les Basques, les Corses et les Catalans ; ainsi qu'une dizaine de groupes issus de l'immigration récente. L'auteur fait aussi référence à plusieurs « ethnies » intégrées à la nation française mais qui s'en différencient par l'habillement, les préférences culinaires et la persistance de la langue (les populations d'Alsace, de Bretagne, de Bourgogne, les Auvergnats, les Aveyronnais, les Occitans, les populations d'Aquitaine et de Provence)

#### Groupes décrits par David Levinson en 1998
1. Les Alsaciens représentent environ 1 500 000[A 3] personnes en Alsace.
2. Les Basques principalement au Pays basque français
3. Les Bretons représentent environ 3 700 000[A 4] personnes principalement en Bretagne.
4. Les Catalans principalement dans les Pyrénées-Orientales.
5. Les Corses représentent en 2008 environ 195 000 personnes en Corse seulement. Ils représentent environ 70 %[A 5] de la population totale de l'île. Par ailleurs, environ 600 000 Corses vivent en Provence et un million sur l'ensemble du territoire français, hors Corse, du fait de migrations économiques au XIXe et XXe siècles.

Deux autres groupes ethniques seraient présents en France métropolitaine depuis des siècles, mais pas dans des régions définies :
1. Les Roms qui comprendraient entre 500 000 et 1 300 000 personnes[51],[52]
2. Les Juifs seraient 600 000[53] dont environ 50 % de juifs d'Afrique du Nord arrivés en France entre 1956 et 1967[54].

D'autres groupes ethniques proviendraient d'une immigration récente. Contrairement aux États-Unis où 99 % de la population est issue de l'immigration, le terme de « groupe ethnique » n'est presque jamais utilisé en France pour parler de populations émigrées. Dans cette catégorie, David Levinson insère des entités supranationales comme les Arabes, des entités infranationales comme les Kabyles, des immigrants par nationalité comme les Algériens, une génération issue de l'immigration comme les « Beurs » ou des personnes issus des DOM-TOM.
- Avant la Seconde Guerre mondiale :
  - Les Espagnols : 216 000[réf. nécessaire]
  - Les Italiens : 254 000[réf. nécessaire]
  - Les Polonais : 500 000[réf. nécessaire]
  - Les Arméniens : 500 000[55]
  - Les Russes : 67 000[réf. nécessaire]
- Après la Seconde Guerre mondiale
  - Les Maghrébins : 5 à 6 millions dont 3,5 millions ont la nationalité française[56],[57]. Si l'immigration massive des Nord-Africains est récente, l'immigration venant de cette région est très ancienne et remonte au moins à l'époque romaine[58],[59],[60]. De manière plus générale, les personnes d'origines nord-africaines seraient distinguées par plusieurs dénominations ne tenant pas compte du pays d'origine, et qui sont plus ou moins distinctes[A 6] : les Maghrébins, Berbères (Kabyles, Chleuhs, Rifains, Chaouis), les Arabes, les Harkis 400 000, les Beurs 600 000
  - Les Africains subsahariens avec une centaine d'ethnies dont les peuls, akans, bambaras, zarmas, éwés, mauress, sénoufos, toucouleurs, somalis, wolofs, haoussas, fangs, bamilékés, douala, etc. (dont beaucoup étaient français lors de leur émigration et d'autres ont émigré après l'indépendance de leur pays)
  - Les Chinois
  - Les Portugais 640 000[réf. nécessaire]
  - Les Turcs
  - Les Malgaches
  - Les Vietnamiens
  - Les Antillais (Martinique, Guadeloupe, Guyane)
  - Les Réunionnais.

#### Groupes ethniques bilingues selon Henri Holt
Selon Henri Holt, il existe plusieurs groupes bilingues à la périphérie du pays. Au Moyen Âge, les dialectes du sud de la Gaule (langue d'oc) ont donné naissance à une culture séparée. Ces dialectes peuvent être entendus chez les
1. Provençaux
2. Languedociens
3. Gascons
4. et dans d'autres endroits (Auvergnats, Limousins)

Au XVIIe siècle, la volonté de la France pour forger une nouvelle entité centralisée s'est créée par l’incorporation des anciennes provinces de France.
1. Normandie
2. Bretagne
3. Provence

## Nouvelle-Calédonie

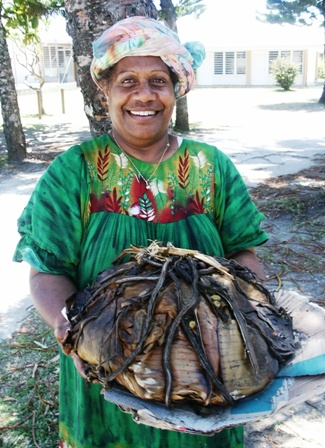
Une femme kanak.

Les recensements enregistrant les données faisant apparaître « l'origine ethnique » des personnes est admise, par dérogation, en Nouvelle-Calédonie. Ainsi, la CNIL a donné un avis favorable au recensement de 2009 pour la Nouvelle-Calédonie, qui contient une question relative à l'appartenance des sondés à une « communauté » et, pour certains d'entre eux à une « tribu ». Des questions similaires avaient été posées jusqu'en 1996, mais non au recensement de 2004. La CNIL rappelle une délibération de 2002, dans laquelle elle avait affirmé que « le recueil de l'appartenance ethnique des personnes, compte tenu des caractéristiques sociodémographiques propres au territoire de Nouvelle-Calédonie, répond à un motif d'intérêt public […] ».
La loi « informatique et liberté » de 1978, autorise explicitement pour la Nouvelle-Calédonie le référencement à l’appartenance ethnique dans l’alinéa 3 de son article 31.
Selon un rapport parlementaire de 1998, la répartition ethnique de la population était alors la suivante :
| Communautés (recensement de 1996) | Pourcentage |
| --------------------------------- | ----------- |
| Mélanésiens                       | 44,1 %      |
| Européens                         | 34,1 %      |
| Wallisiens et Futuniens           | 9 %         |
| Tahitiens                         | 2,6 %       |
| Indonésiens                       | 2,5 %       |
| Vietnamiens                       | 1,4 %       |
| Vanuatu                           | 1,4 %       |
| Autres                            | 4,5 %       |

Les données issues du recensement de 2009, telles que synthétisées par l'Insee sont les suivantes :
| Communautés (recensement de 2009)                         | Pourcentage |
| --------------------------------------------------------- | ----------- |
| Kanak                                                     | 40,3 %      |
| Européens                                                 | 29,2 %      |
| Wallisiens et Futuniens                                   | 8,7 %       |
| Tahitiens                                                 | 2 %         |
| Indonésiens                                               | 1,6 %       |
| Vietnamiens                                               | 1 %         |
| Ni-Vanuatu                                                | 0,9 %       |
| Autres Asiatiques                                         | 0,8 %       |
| Autres                                                    | 1,0 %       |
|                                                           |             |
| Se déclarent métis ou appartenant à plusieurs communautés | 8,3 %       |
| Se déclarent « Calédoniens »                              | 5 %         |
| Ne déclarent aucune appartenance                          | 1,2 %       |

Soulignant que la méthodologie du recensement a été distincte de celle du recensement de 1996 (où la déclaration d'appartenance multiple n'était pas possible), l'Insee complète cet exposé par des données permettant d'apprécier plus finement l'évolution sur treize ans :
| Communautés (recensement de 2009)                                | Pourcentage |
| ---------------------------------------------------------------- | ----------- |
| Kanak et Kanak métissés                                          | 44,3 %      |
| Européens et Européens métissés                                  | 33,9 %      |
| Wallisiens, Futuniens, Wallisiens métissés et Futuniens métissés | 10,4 %      |

## Saint-Pierre-et-Miquelon
Les actuels habitants seraient des descendants des premiers colons normands, bretons et basques.

## Statistiques et estimations
Selon des directives sur la collecte d'informations et d'après la Loi informatique et libertés, la France s'interdit de collecter des informations personnelles fondées sur des caractères tels race, ethnie, couleur de peau, origine, religion, mode de vie ou sexe, critères discriminatoires selon la loi. Et d'après la CNIL,
« [...] il n’existe pas à l’heure actuelle de référentiel national de typologies « ethno-raciales ». Il n’existe donc pas d’indicateurs « ethno-raciaux » diffusés par la statistique publique [...] »
Toutefois, s'il est exact que le recensement de population, tant qu'il est obligatoire, ne permet pas le recueil d'information sur la religion ou l'origine ethnique, toute enquête non obligatoire peut le faire. Ainsi, contrairement à une idée reçue, comme le rappelle François Héran, directeur de l'Ined, il est permis depuis longtemps de poser des questions « sensibles » dans une enquête de la statistique publique, c’est-à-dire une question risquant de faire apparaître directement ou indirectement des appartenances (réelles ou supposées) à un parti politique, un syndicat, une religion, une race, une orientation sexuelle. Poser de telles questions n’est possible qu’à une double condition : « que la question soit pertinente pour le questionnaire (proportionnée aux objectifs poursuivis) et que les répondants donnent leur accord exprès, c’est-à-dire signé (la signature étant apposée non pas sur le questionnaire, qui perdrait ainsi son caractère anonyme, mais sur une feuille à part présentée par l’enquêteur) ». Ainsi des enquêtes peuvent-elles « récolter non seulement des informations sur les pays d’origine et les langues parlées, mais aussi sur les appartenances ethniques déclarées ainsi que sur les principales qualités perceptibles qui peuvent servir de support aux discriminations dans notre société : couleur de la peau, coiffure, tenue vestimentaire, accent et autres signes corrélés de façon visible ou hypothétique à une appartenance religieuse ou ethnique (pratiques alimentaires, respect d’un calendrier festif non chrétien, pratiques funéraires, etc.) », tout en prenant garde, dans les conclusions, de ne pas « imputer faussement les différences observées à des oppositions d’essence entre groupes ethniques »,,.

#### Notions
- Famille, Clan, Tribu, Ethnie, Peuple, Nation
- Société lignagère, Société segmentaire
- Ethnonyme (Endonymie, Exonymie, Autoethnonyme)
- Ethnogenèse, Ethnocide, Génocide culturel, Linguicide, Écocide
- Politique linguistique

#### Droit international
- Anthropologie juridique
- Génocide en droit pénal français
- Peuple autochtone, Droit des peuples autochtones, Déclaration des droits des peuples autochtones
- Coutume, Savoirs traditionnels
- Colonisation, Décolonisation, Droit des peuples à disposer d'eux-mêmes
- Terra nullius, Doctrine de la découverte

#### Histoire
- Groupes du Néolithique en France
- Français de souche, Français de papier
- Ethnologie, Ethnohistoire, Anthropologie historique

#### Études théoriques
- Postcolonialisme, Études décoloniales, Guerres de l'histoire